# Dominik Schlumpf
Dominik Schlumpf (* 3. März 1991 in Mönchaltorf) ist ein Schweizer Eishockeyspieler, der seit November 2014 beim EV Zug aus der Schweizer National League unter Vertrag steht und dort auf der Position des Verteidigers spielt. Mit dem EVZ gewann Schlumpf in den Jahren 2021 und 2022 die Schweizer Meisterschaft.

## Karriere
Schlumpf entstammt dem Nachwuchs des Zürcher SC. Zwischen 2008 und 2011 trieb er seine Entwicklung in der Ligue de hockey junior majeur du Québec (LHJMQ) bei den Cataractes de Shawinigan voran, die ihn beim CHL Import Draft 2008 in der zweiten Runde an Gesamtposition 65 ausgewählt hatten. Im April 2011 wechselte er zum HC Lugano in die National League A (NLA). Im Rahmen eines Spielertauschs im November 2014 wurde Schlumpf zum EV Zug transferiert, im Gegenzug wechselten Alessio Bertaggia sowie Calle Andersson gen Lugano. In der Folge feierte er mit dem EVZ in den Jahren 2021 und 2022 den Gewinn der Schweizer Meisterschaft. Zudem sicherte er sich im Jahr 2019 mit dem Team den Schweizer Cup.

### International
Nach Einsätzen für die Schweiz im Juniorenbereich bei der U18-Junioren-Weltmeisterschaft 2008 sowie den U20-Junioren-Weltmeisterschaften 2010 und 2011 gab Schlumpf im Frühjahr 2013 sein Debüt in der Schweizer A-Nationalmannschaft. In der Folge zählte er zum Schweizer Aufgebot an den Weltmeisterschaften der Jahre 2014 in der belarussischen Hauptstadt Minsk sowie 2017 in Köln und Paris. Danach bestritt der Verteidiger die Olympischen Winterspiele 2018 in Pyeongchang mit den Eidgenossen.

## Erfolge und Auszeichnungen
| - 2008 Schweizer U17-Juniorenmeister mit den ZSC Lions - 2008 Schweizer U20-Juniorenmeister mit den GCK Lions - 2017 Schweizer Vizemeister mit dem EV Zug - 2019 Schweizer Cupsieger mit dem EV Zug | - 2019 Schweizer Vizemeister mit dem EV Zug - 2021 Schweizer Meister mit dem EV Zug - 2022 Schweizer Meister mit dem EV Zug |

## Karrierestatistik
Stand: Ende der Saison 2024/25

### International
Vertrat die Schweiz bei:
| - U18-Junioren-Weltmeisterschaft 2008 - U20-Junioren-Weltmeisterschaft 2010 - U20-Junioren-Weltmeisterschaft 2011 | - Weltmeisterschaft 2014 - Weltmeisterschaft 2017 - Olympischen Winterspielen 2018 |

(Legende zur Spielerstatistik: Sp oder GP = absolvierte Spiele; T oder G = erzielte Tore; V oder A = erzielte Assists; Pkt oder Pts = erzielte Scorerpunkte; SM oder PIM = erhaltene Strafminuten; +/− = Plus/Minus-Bilanz; PP = erzielte Überzahltore; SH = erzielte Unterzahltore; GW = erzielte Siegtore; 1 Play-downs/Relegation; Kursiv: Statistik nicht vollständig)